# Twenty Twelve
Twenty Twelve (englisch für Zwanzigzwölf) ist eine britische Comedyserie der BBC zu den Olympischen Sommerspielen 2012 in London. Die Serie von John Morton lief in zwei Staffeln vom März 2011, dem Beginn des 500-Tage-Countdowns zum Beginn der Sommerspiele, bis zum Juli 2012 vor der Eröffnung der Spiele.

## Stil und Inhalt
Die Serie ist gestaltet in Form einer Mockumentary mit einem Erzähler und Sprechen der Figuren an die begleitende Kamera. Sie folgt dem fiktionalen Komitee Olympic Deliverance Commission, dessen Mitglieder fiktionale Positionen besetzen, das mit der städtischen (nicht der sportlichen) Organisation der Olympischen Sommerspiele 2012 in London befasst ist und etwa mit Problemen der Logistik, Produktion und Infrastruktur konfrontiert wird. Hauptfigur ist der Leiter des Komitees, Ian Fletcher; weitere Abteilungen unter anderem Branding, Transport und Verkehr, und unter den beiden Namen Legacy und Sustainability (Vermächtnis und Nachhaltigkeit) die Frage, was nach den Spielen mit den Gebäuden und Stadien passieren soll. Die Inkompetenz der Komiteemitglieder sorgt andauernd für Pannen und PR-Desaster, die Ian wieder ausbügeln muss.

## Figuren und Besetzung
Die Serie erschien nicht in Deutschland und wurde daher bislang nicht auf Deutsch synchronisiert.
| Darsteller       | Rolle           | Funktion                                  | Folgen Hauptrolle    | Folgen Nebenrolle |
| ---------------- | --------------- | ----------------------------------------- | -------------------- | ----------------- |
| David Tennant    | Erzähler        | Erzähler                                  | 1.01–2.07            |                   |
| Hugh Bonneville  | Ian Fletcher    | Head of Deliverance (Leiter des Komitees) | 1.01–2.07            |                   |
| Jessica Hynes    | Siobhan Sharpe  | Head of Brand (Marketing)                 | 1.01–2.07            |                   |
| Karl Theobald    | Graham Hitchins | Head of Infrastructure (Infrastruktur)    | 1.01–2.07            |                   |
| Amelia Bullmore  | Kay Hope        | Head of Sustainability (Nachhaltigkeit)   | 1.01–2.07            |                   |
| Vincent Franklin | Nick Jowett     | Head of Contracts (Verträge)              | 1.01–2.07            |                   |
| Olivia Colman    | Sally Owen      | Ians Assistentin                          | 1.01–2.02, 2.06–2.07 |                   |
| Morven Christie  | Fi Healy        | Head of Legacy (Vermächtnis)              | 2.01–2.07            |                   |
| Samuel Barnett   | Daniel Stroud   | Ians Assistent                            | 2.03–2.07            |                   |
| Alex Beckett     | Barney Lumsden  | Brand Consultants (Markenberater)         |                      | 1.01, 2.03–2.07   |
| Sara Pascoe      | Coco Lomax      | Brand Consultants (Markenberater)         |                      | 2.03–2.07         |
| Joel Fry         | Karl Marx       | Brand Consultants (Markenberater)         |                      | 2.03, 2.05–2.07   |

Hugh Bonneville, Jessica Hynes, Alex Beckett, Sara Pescoe und Joel Fry kehren mit denselben Rollen in W1A zurück.

## Episodenliste
Alle Episoden wurden von John Morton sowohl geschrieben als auch inszeniert.
| Nummer | Titel                  | Ausstrahlung   |
| ------ | ---------------------- | -------------- |
| 1.01   | Countdown              | 14. März 2011  |
| 1.02   | Visitors from Rio      | 21. März 2011  |
| 1.03   | Roman Remains          | 28. März 2011  |
| 1.04   | Raising the Bar        | 4. April 2011  |
| 1.05   | Cultural Curator       | 11. April 2011 |
| 1.06   | Equestrian Controversy | 18. April 2011 |
| 2.01   | Boycott (Part 1)       | 30. März 2012  |
| 2.02   | Boycott (Part 2)       | 6. April 2012  |
| 2.03   | Clarence House         | 13. April 2012 |
| 2.04   | The Rapper             | 20. April 2012 |
| 2.05   | Catastrophisation      | 10. Juli 2012  |
| 2.06   | Inclusivity Day        | 17. Juli 2012  |
| 2.07   | Loose Ends             | 24. Juli 2012  |

## Rezeption

### Vorwürfe
Nach Ausstrahlung der ersten Episode äußerte der australische Satiriker John Clarke Vorwürfe, Twenty Twelve sei von seiner Serie The Games kopiert, die ebenfalls als Mockumentary ein Organisationskomitee zu den Olympischen Sommerspielen 2000 in Sydney begleitete. Das Format hätten sie auch zusammen mit dem Produzenten Rick McKenna der BBC beworben. Die BBC bestritt alle Plagiatsvorwürfe.

### Rezensionen
Nach der ersten Staffel befand Brian Viner vom Independent die Serie für „stets amüsant und stellenweise sehr witzig“ und hob hervor, wie sehr sie zufällig passend gelegen war, indem einige der fiktiven Pannen dem realen Organisationskomitee ebenfalls passierten. Nach der zweiten Staffel lobte Vicky Frost vom Guardian die Aufmerksamkeit für Details, die Besetzung und Figuren, die Morton gut miteinander in Duos ausbalanciert habe, als sehr komisch, was durch David Tennant sehr ernsten Erzähler kontrastiert wurde.
In einer deutschsprachigen Rezension beschreibt Gina Thomas für die  FAZ die Serie als Satire „über das mit der Infrastruktur für die Spiele betraute, von einer Katastrophe in die nächste schliddernde Komitee, gedreht im Stil von Dokumentationen, wo die Kamera Mäuschen spielt,“ sowie „über die Absurditäten der modernen Sitzungskultur, die mit leeren Flosken und Klischees handelt und nach langem Gerede nichts entscheidet.“

### Auszeichnungen
BAFTA TV Awards
- 2012
  - Nominierung für Beste männliche Comedy-Performance an Hugh Bonneville
  - Nominierung für Beste weibliche Comedy-Performance an Olivia Colman
- 2013
  - Auszeichnung als Beste Situation Comedy
  - Nominierung für Beste männliche Comedy-Performance an Hugh Bonneville
  - Nominierung für Beste weibliche Comedy-Performance an Jessica Hynes
  - Auszeichnung für Beste weibliche Comedy-Performance an Olivia Colman
  - Nominierung für Bestes Comedy-Drehbuch an John Morton

British Comedy Awards
- 2011
  - Nominierung als Beste neue Comedy
  - Nominierung als Bester Comedy-Schauspieler an Hugh Bonneville
  - Auszeichnung als Beste Sitcom
- 2012
  - Nominierung als Beste Comedy-Schauspielerin an Olivia Colman
  - Nominierung als Beste Comedy-Schauspielerin an Jessica Hynes
  - Nominierung als Bester Comedy-Schauspieler an Hugh Bonneville
  - Nominierung als Beste Sitcom

Broadcasting Press Guild Awards
- 2012: Nominierung als Beste Comedy
- 2013
  - Auszeichnung als Beste Comedy
  - Nominierung für Autorenpreis an John Morton
  - Nominierung als Beste Schauspielerin an Olivia Colman (zusammen für Accused)

Royal Television Society 2013
- Nominierung als Comedy-Autor an John Morton
- Auszeichnung für Comedy-Performance an Jessica Hynes

## Fortsetzung
Im Dezember 2013 erhielt Twenty Twelve eine Fortsetzung mit der neuen Serie W1A, in der Hauptfigur Ian Fletcher zurückkehrt, um diesmal bei der BBC als Head of Values eine neue Richtung zu bestimmen. W1A lief von 2014 bis 2017.